# Episodi di The Tomorrow People (settima stagione)
La settima stagione di The Tomorrow People è andata in onda nel Regno Unito sul canale ITV dal 9 ottobre all'11 novembre 1978.
In Italia la serie è inedita.
| nº | Titolo originale                     | Titolo italiano | Prima TV USA     | Prima TV Italia |
| -- | ------------------------------------ | --------------- | ---------------- | --------------- |
| 1  | Castle of Fear: Ghosts and Monsters  |                 | 9 ottobre 1978   | Inedito         |
| 2  | Castle of Fear: Fighting Spirit      |                 | 16 ottobre 1978  | Inedito         |
| 3  | Achilles Heel: A Room at the Inn     |                 | 23 ottobre 1978  | Inedito         |
| 4  | Achilles Heel: Everything to Lose    |                 | 30 ottobre 1978  | Inedito         |
| 5  | The Living Skins: A Harmless Fashion |                 | 6 novembre 1978  | Inedito         |
| 6  | The Living Skins: Cold War           |                 | 11 novembre 1978 | Inedito         |